# Ulla Klötzer
Ulla-Greta Vilhelmina Klötzer, född 6 december 1948 i Esbo, är en finländsk politiker och miljöaktivist. 
Klötzer blev diplomkorrespondent 1973 och var lärare vid Steinerskolan i Helsingfors från 1990. Hon är känd för sitt engagemang inom miljö- och fredsrörelserna. Hon är en ivrig motståndare till kärnkraft och till Finlands medlemskap i Europeiska unionen (EU). Hon var vice ordförande i Gröna förbundet 1991–1995 och ledde folkrörelsen Alternativ till EU 1995.